# Istigobius
 Istigobius es un género de peces de la familia de los Gobiidae en el orden de los perciformes.

## Especies
- Istigobius campbelli (Jordan & Snyder, 1901)
- Istigobius decoratus (Herre, 1927)
- Istigobius diadema (Steindachner, 1876)
- Istigobius goldmanni (Bleeker, 1852)
- Istigobius hoesei (Murdy & McEachran, 1982)
- Istigobius hoshinonis (Tanaka, 1917)
- Istigobius nigroocellatus (Günther, 1873)
- Istigobius ornatus (Rüppell, 1830)[4]
- Istigobius rigilius (Herre, 1953)
- Istigobius spence (Smith, 1947)